# 泉斜汀
泉 斜汀（いずみ しゃてい、本名：泉 豊春、1880年（明治13年）1月31日 - 1933年（昭和8年）3月30日）は、日本の小説家。泉鏡花の弟。作家の泉名月は実子。

## 人物
石川県金沢市出身。下町小説、狭斜小説を多く発表し、代表作に『木遣くづし』（「新小説」明三五・二）『松葉家の娘』（大三・六 鳳鳴社）『離縁状』（「新小説」明三六・一一）『深川染』前、後編（明四〇・五 春陽堂）がある。墓所は雑司ヶ谷霊園にあったが2024年新宿区圓福寺に移転された。

## 作品
- 『百本杭の首無死体』（幻戯書房）
- 『泉斜汀探偵小説撰集』（我刊我書房）